# Brno hlavní nádraží
Brno hlavní nádraží (Brno Główne) – główny i największy dworzec kolejowy w Brnie, jeden z największych w Czechach, a zarazem jeden z najstarszych w Europie. Stacja została otwarta w 1839, w bezpośredniej bliskości (1 km) historycznego centrum miasta. Intensywny wzrost ruchu kolejowego - tak pasażerskiego, jak i towarowego - już w l. 20. XX wieku spowodował wysunięcie koncepcji przesunięcia dworca w inne miejsce.
Plany te od początku wzbudzały liczne kontrowersje i napotykały na duży opór społeczny. Pomimo tego w ciągu ostatniego ćwierćwiecza władze miejskie preferowały w perspektywicznych planach rozwoju Brna zmianę lokalizacji dworca, nie zważając na fakt jego ścisłego powiązania w obecnym miejscu z dobrze funkcjonującym węzłem tramwajowym obejmującym siedem linii i zapewniającym bezpośrednie połączenia z 75% zabudowy miejskiej.
W myśl przedkładanych projektów, dworzec główny miałby zostać przeniesiony o 800 m na południe, do dzielnicy Komárov, co pozwoliłoby zabudować tereny zajmowane obecnie przez kolej. Szacuje się, że koszty związane z takim przesunięciem kształtowałyby się na poziomie od 20 do 50 miliardów koron, z czego większość miałaby pochodzić z funduszy Unii Europejskiej.
W październiku 2014, wraz z wyborami komunalnymi w Brnie odbyło się referendum lokalne, w którym 86% głosujących opowiedziało się przeciwko przesunięciu dworca głównego. Z uwagi na niską frekwencję (25% wobec 50% wymaganych do uznania wyniku za wiążący), spowodowaną obstrukcją ówczesnych władz miejskich, referendum to nie przyczyniło się do podjęcia ostatecznych decyzji na temat przyszłego losu dworca.
W związku z tym, zgodnie z wcześniejszymi postanowieniami sądowymi, 7 i 8 października 2016, wraz z wyborami do władz wojewódzkich i jednej trzeciej Senatu, z inicjatywy 28 tys. mieszkańców przeprowadzone zostało kolejne referendum w sprawie lokalizacji dworca głównego w Brnie. Mieszkańcy mieli odpowiedzieć na 2 pytania:
- Czy jesteś za tym, aby miasto Brno poczyniło bezzwłocznie wszelkie możliwe kroki zmierzające do modernizacji stacji kolejowej „Brno Dworzec Główny” w dotychczasowej lokalizacji przy ulicy Dworcowej?
- Czy jesteś za tym, aby miasto Brno poczyniło bezzwłocznie wszelkie możliwe kroki zmierzające do wyboru najlepszej koncepcji modernizacji stacji kolejowej „Brno Dworzec Główny” w drodze otwartego konkursu?